# Pulau Keppel
Pulau Keppel est une île privée située dans le Sud de l'île principale de Singapour.

## Géographie
Reliée à l'île principale de Singapour par le Keppel Bay Bridge (en), un pont à haubans de 250 m de long qui fut construit en 2008, elle s'étend sur environ 320 m pour une largeur approximative de 270 m.

## Histoire
Elle se développe au XIXe siècle avec la prospérité de Keppel Harbour (en) et est utilisé pour la construction navale et les opérations de réparation de navires de la Keppel Corporation jusqu'en 2000.
En 1983, la société propriétaire de l'île en change le nom de Pulau Hantu signifiant l'île fantôme, en son nom actuel, le précédent paraissant de mauvais augure pour les relations commerciales. Le gouvernement, en vertu de l'existence d'une autre Pulau Hantu, autorise ce changement.
L'île accueille de nos jours des établissements de luxe et un port de plaisance pour yachts de luxe. 